# Una (distrikt)
Una (hindi: उना जिला) er et distrikt i den indiske delstat Himachal Pradesh. Distriktets hovedstad er Una. 

## Demografi
Ved folketællingen i 2011 var der 521.057 indbyggere i distriktet, mod 448.273 i 2001. Den urbane befolkningen udgør 8,62 % af befolkningen.
Børn i alderen 0 til 6 år udgjorde 11,17 % i 2011 mod 13,32 % i 2001. Antallet af piger i den alder per tusinde drenge er 870 i 2011 mod 837 i 2001.